# Караїмський цвинтар (Варшава)
Варшавський караїмський цвинтар - кладовище караїмів у Польщі, що знаходиться за адресою вул. Редутова у Варшаві. Єдине релігійне кладовище громади караїмів у Польщі.

## Історія
Історія караїмського кладовища у Варшаві пов’язана з приходом караїмів у місто у другій половині XIX століття. Більшість із них були прибульцями з Криму, пов'язаними з тютюновою промисловістю, хоча були й караїми з інших тодішніх міст Російської імперії, таких як Тракай та Луцьк. Точні статистичні дані про кількість варшавських караїмів відсутні, але на підставі різних уривчастих відомостей можна припустити, що в період між 1882 і 1914 роками присутність караїмів у Варшаві була на рівні 20-50 осіб.
Караїми, що мешкали у Варшаві на межі XIX-ХХ століть, перебували під духовною владою Таврійського гаханства з Євпаторії, а не набагато ближчого Тракайського гахана. Тому караїмський цвинтар було створено в 1890 р. за згодою таврійського гахана.
Невелика громада караїмів у Варшаві постала перед необхідністю створити кладовище наприкінці 1880-х років. Перших померлих перевозоли аж до Тракая, щоб поховати на місцевому кладовищі за традицією караїмів. Було проблематично дотримуватись ритуальних умов обряду, згідно з якими похорони мали відбуватися негайно і забороняється зберігати тіло на суботу.
Спочатку, приблизно в 1887 році, некрополь караїмів мав був бути створений у тодішній комуні Бродно, в околицях Праського Кіркута та кладовища Бродно. Зрештою кладовище було відкрито в іншому кінці передмістя Варшави у Волі.
Ділянка для кладовища площею 550 м2 була придбана - після отримання дозволу варшавського генерал-губернатора - у православної парафії при церкві Влодимирської ікони Божої Матері у Волі. Акт купівлі склали сім караїмів, з яких лише один був не кримчанином. Місцевість, призначена для кладовища караїмів, була на той час у далекому передмісті Варшави.
Перше поховання на цвинтарі було здійснено в червні 1890 р. (померлим був Юзеф Кобецький, місячна дитина). Наступні чотири поховання відбувались послідовно: у 1892 р. (трирічна дівчинка Єлена Абкович), у 1895 р. (Садук Осипович Кефелі з Каффи, один із засновників кладовища; його надгробний камінь є найстарішим із збережених анонімних надгробків в некрополі), в 1898 р. (купець Садук Кефелі) та в 1899 р. (купець Гелель Бабаджан).
Під час Другої Польської республіки караїмська спільнота Варшави змінилася: колишніх кримських купців та студентів замінили караїми з менш віддалених караїмських спільнот у Вільні, Тракаї, Луцька та Галича. Незважаючи на безсумнівну присутність караїмів у міжвоєнній Варшаві, відомий лише один задокументований факт поховання що відбулося у 1934 р. (Поховання Габріеля Пілецького з Луцька, який трагічно загинув). У цей час на кладовищі, ймовірно, було поховано ще двох-трьох людей.
Некрополь був пошкоджений під час вересневої кампанії (імовірно, тоді і стіна, і деякі могили були частково зруйновані). руйнація була завершена вибухом вулиці Вольської під час Варшавського повстання.
У 1946–47 роках на існуючому фундаменті встановлено нову металеву огорожу. Перший похорон відбувся після впорядкування цвинтаря та отримання офіційного дозволу на поховання. У 1947 або 1948 рр. на кладовищі  був похований землевпорядник Міхал Шпаковський (вбитий під час нападу бандитів у Підковій Лесні 30 грудня 1945 р., ексгумований з кавказького кладовища).
6 серпня 1977 р. Православний митрополит Варшавський і всієї Польщі Василій дозволив на поховання караїмів також у тій частині православного кладовища, що прилягає до некрополя караїмів (відокремлюючи у ньому караїмський квартал площею 1375 кв.м). У той же час правління Караїмського релігійного союзу намагалося розширити кладовище, додавши незабудовану територію між Караїмським кладовищем та набережною православного кладовища. Контракт на передачу нерухомості площею 1122 м² був укладений 12 квітня 1994 р. У 1996 році було завершено огородження збільшеного кладовища.
У період між 1947 і 2010 роками на кладовищі було здійснено вісімдесят одне поховання (три були поховані в Караїмському відділі православного кладовища у Волі).
Кладовище має близько 100 могил. Надгробки типові, написи - караїмською мовою.
Найстаріший іменний надгробний камінь, що зберігся, - це Садук Кефелі 1895 року. Старший за нього - анонімний пам’ятник кінця XIX століття, зроблений з білого мармуру з ніжними рослинними орнаментами, ймовірно, належить Гелені Абкович, яка померла трьома роками раніше. Обидва найстаріші надгробки були реставровані в 2006-2007 роках.

## Поховані (визначні особи)
- Рафал Абкович (помер у 1992 р.) - газзан;
- Олександр Дубинський (помер 2002 р.) - сходознавець, тюрколог, експерт караїмів, дослідник Варшавського університету;
- Шимон Фіркович (помер у 1976 р.) - інженер-електрик, професор, доктор інженерних наук;
- Ананіяш Роєцький (помер 1978 р.) - геофізик;
- Ананіяш Зайончковський (помер у 1970 р.) - сходознавець, тюрколог, експерт караїмів, професор Варшавського університету;
- Влодимир Зайончковський (помер у 1982 р. ) - сходознавець, тюрколог, професор Ягеллонського університету.

## Галерея

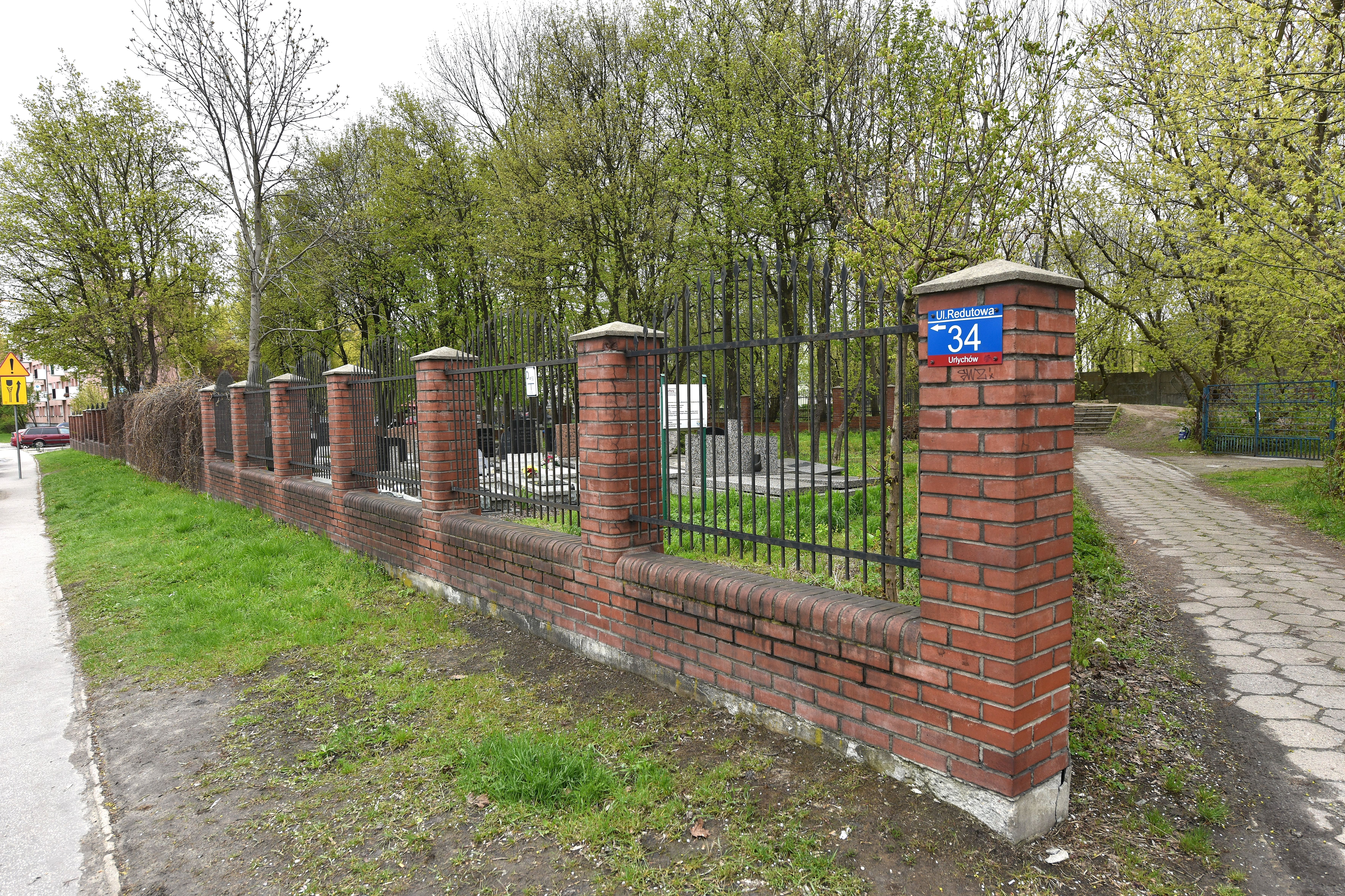
Некрополь з боку вул. Редутова
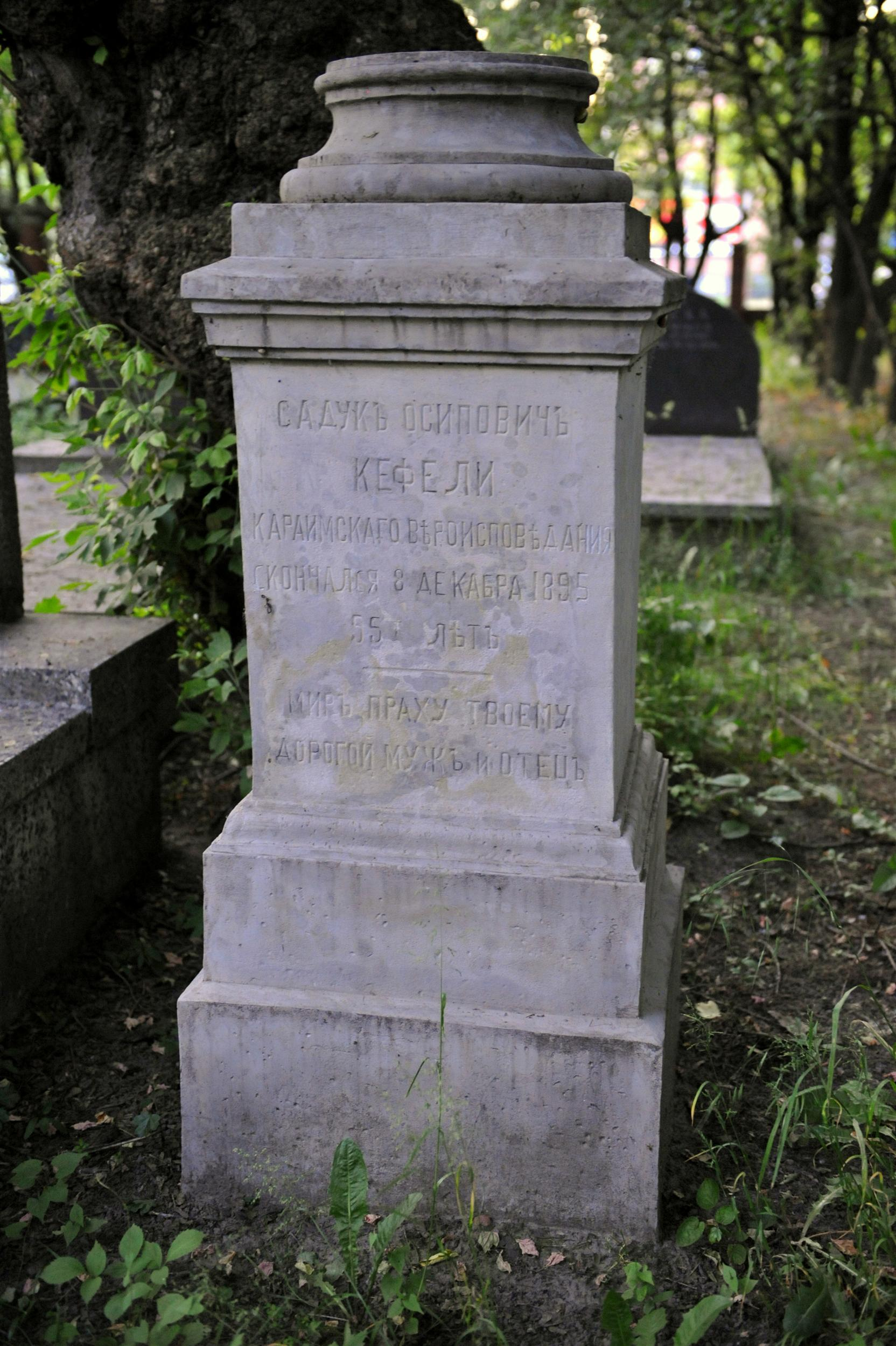
Могила Садука Осиповича Кефеле
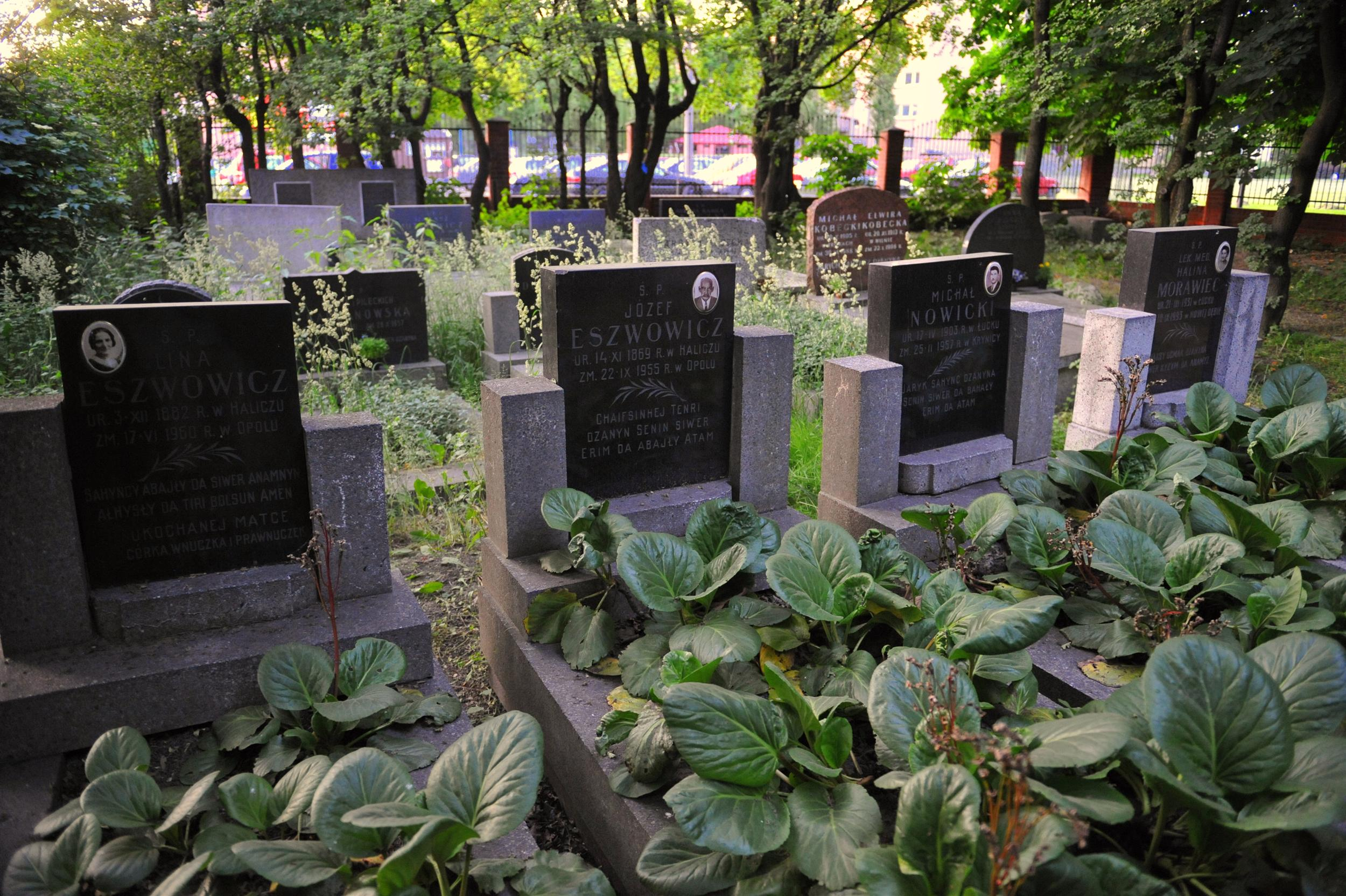
Могили на кладовищі
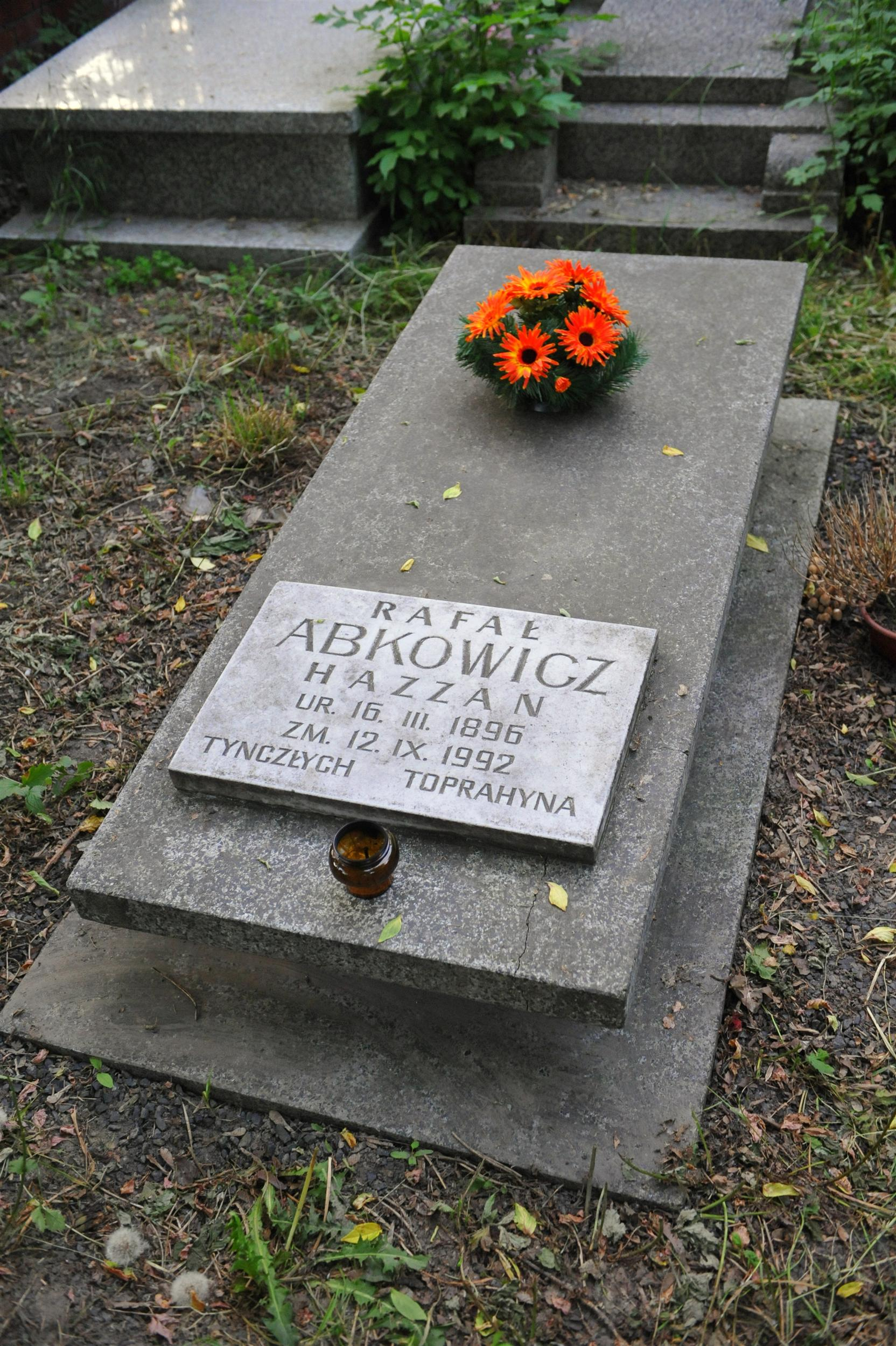
Могила газзана Рафала Абковича

## Зовнішні посилання
- Звіт з робіт з охорони та догляду на кладовищі Караїм (пол.)

Караїми